# Tesla Model Y
La Tesla Model Y è un'autovettura di tipo crossover SUV a propulsione elettrica dotata di batteria agli ioni di litio ricaricabile, prodotta dalla casa automobilistica statunitense Tesla dal gennaio 2020.

## Contesto e debutto
Nel 2013, Tesla ha registrato il nome "Model Y", per impiegarlo su di un futuro modello.
È stata presentata ufficialmente il 14 marzo 2019 da Elon Musk, CEO dell'azienda, presso il Tesla Design Center di Hawthorne in California.
Utilizza la stessa piattaforma della Tesla Model 3, da cui deriva e con cui condivide il 75% dei componenti.
I primi test su strada sono stati effettuati negli Stati Uniti nel novembre 2019.

## Design e interni
La Model Y è stata progettata dal designer Franz von Holzhausen, già autore degli altri modelli Tesla contemporanei, ovvero Model S, Model X e Model 3. Elon Musk avrebbe voluto che le lettere identificative dei quattro modelli formassero la parola SEXY, che venne poi trasformata in S3XY, poiché non è possibile utilizzare il nome Model E, già registrato, per la Model 3.
L'auto è la versione crossover SUV della berlina Model 3 ed è leggermente più lunga. Mantiene tutte le caratteristiche distintive della Model 3, come le linee semplici e levigate degli esterni e il design minimalista degli interni. Gli interni presentano sedili in pelle sintetica e un cruscotto che include uno schermo tattile da 15 pollici, posizionato orizzontalmente al centro, da cui è possibile gestire quasi tutti i comandi e le funzioni dell'auto. Le funzioni non controllate tramite touchscreen sono gestite tramite leve sul piantone dello sterzo e pulsanti sul volante, sedili e portiere. Di serie, l'autovettura è proposta in versione a 5 posti, ma dal 2021 è disponibile anche una variante a 7 posti.
La Model Y, come tutte le vetture Tesla, è progettata su una piattaforma software completamente connessa a Internet tramite tecnologie LTE e Wi-Fi, permettendo aggiornamenti periodici over-the-air. È dotata di un avanzato sistema di telecamere e sensori che monitorano e riconoscono gli elementi circostanti, utilizzati dall'Autopilot, un sistema di guida autonoma di livello 3. Questo sistema esegue operazioni fondamentali come la gestione della velocità, il mantenimento della corsia e della distanza di sicurezza, richiedendo comunque al conducente di mantenere le mani sul volante e disattivandosi in condizioni di insicurezza. Inoltre, la Model Y include a Modalità sentinella, una funzione di antifurto che registra i filmati su una pen drive degli eventi circostanti quando l'auto è in sosta, vengono rilevati movimenti e fa attivare un allarme in caso di sollecitazioni significative.

## Sicurezza
Le porte della Model Y sono azionate elettronicamente; pertanto, in caso di malfunzionamento, possono intrappolare gli occupanti all'interno del veicolo, come è avvenuto per quattro persone che sono morte ustionate, perché non sono riuscite a scendere dal veicolo in seguito a un incendio scaturito da un incidente.

## Produzione e commercializzazione
Ad ottobre 2019 Tesla ha comunicato che l'inizio della produzione per il mercato nordamericano sarebbe stata anticipata all'estate del 2020 nella Tesla Factory di Fremont, in California, mentre per il mercato europeo viene prodotta nella fabbrica Giga Berlino nei pressi di Grünheide in Germania a partire dal 2022.
Il 29 gennaio 2020, durante la presentazione dei dati trimestrali, la stessa Tesla ha comunicato che la produzione era già iniziata, in anticipo di circa sei mesi sulla tabella di marcia. Si tratta di un Model Y di colore rosso. Le consegne sono iniziate negli Stati Uniti il 13 marzo 2020, a circa un anno dalla presentazione.
Nel primo trimestre del 2023 la Model Y diventa l'autovettura più venduta in Europa, per chiudere poi l'anno 2023 come autovettura più venduta al mondo, prima volta per un'autovettura elettrica.

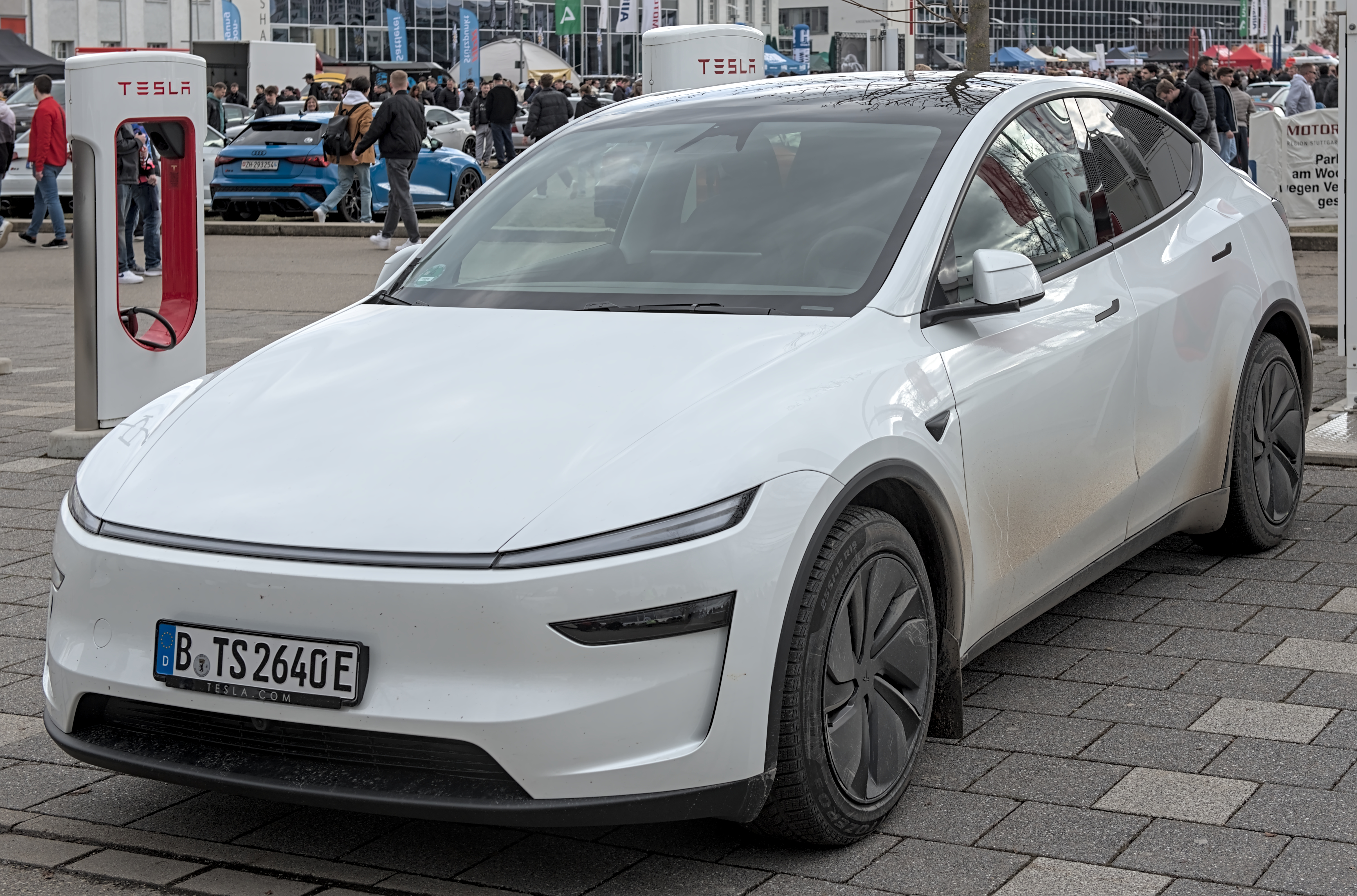
Restyling 2025

## Evoluzione

### Restyling 2025
Il restyling della Y denominato "Juniper" ha esordito a inizio gennaio 2025, portando miglioramenti simili al modello 3 Highland.